# Astronomia egizia

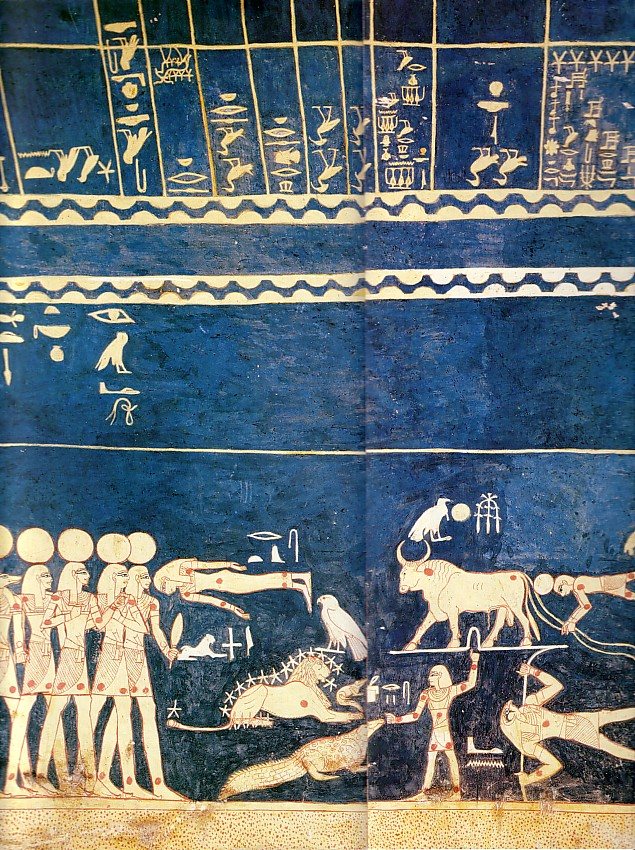
Affresco raffigurante alcune costellazioni fra cui sono riconoscibili Leone e Cigno (l'uomo con le braccia alzate).

L'astronomia nell'antico Egitto ha rivestito un ruolo importante per fissare le date delle feste religiose e per determinare le ore della notte. Notevole importanza ebbero anche i sacerdoti dei templi che osservavano le stelle, le congiunzioni dei pianeti e del Sole, e le fasi della Luna.

## Fonti
Le conoscenze sull'astronomia egizia ci vengono soprattutto dai coperchi di sarcofagi dell'Antico Regno (sui quali compaiono i decani, stelle singole o costellazioni, accompagnati da geroglifici di difficile decifrazione), del Medio Regno (sui quali fanno la loro prima apparizione gli orologi stellari diagonali, vere e proprie effemeridi delle stelle), dagli orologi stellari (diversi dai precedenti in quanto erano indicate le culminazioni superiori delle stelle), orologi stellari perfezionati (nella XX dinastia), due papiri risalenti circa al 144 d.C. (il primo per quanto riguarda i decani e l'altro per quanto riguarda le fasi lunari), studi sull'orientazione delle piramidi e sviluppo degli strumenti (come ad esempio la clessidra ad acqua, il merkhet e gli orologi solari), zodiaci egizio-babilonesi (scolpiti sui soffitti dei templi a partire dal 300 a.C.)

## La misura del tempo
Gli egizi inoltre per misurare il tempo durante il giorno avevano orologi solari o quadranti d'altezza che servivano per indicare l'ora attraverso la variazione della lunghezza dell'ombra e dovevano essere rivolti sempre con lo gnomone verso il Sole ed i modelli più sofisticati erano dotati di un filo a piombo per migliorare la qualità dell'osservazione controllando che lo strumento fosse in piano.
Altri strumenti di misurazione temporale erano le clessidre ad acqua. Il loro funzionamento era semplice: venivano riempite fino all'orlo al tramonto del Sole e quando l'acqua era scesa alla prima tacca, secondo la scala mensile, iniziava la seconda ora. Le pareti interne contenevano quindi 12 scale mensili. Questo sembrerebbe un ottimo strumento ma in realtà si basava sul concetto sbagliato secondo il quale l'abbassamento del livello dell'acqua doveva essere regolare portando così ad errori nella misurazione.

### Il calendario

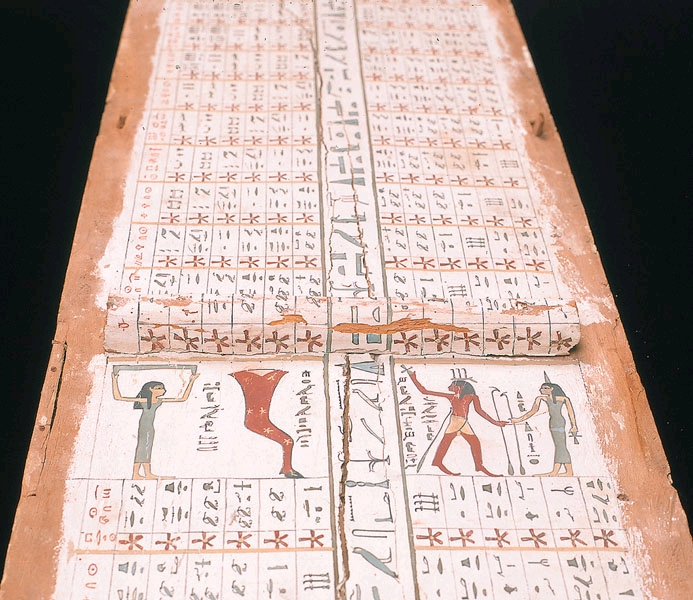
Orologio stellare custodito al Museo egizio di Torino

Gli egizi possedevano anche un proprio calendario, denominato religioso, che, sotto l'influenza di quelli lunari della Mesopotamia, divideva l'anno in tre periodi di quattro mesi, e questi in tre decadi, dominate ciascuna da una costellazione diversa: in tutto 360 giorni. Per avvicinarsi alla durata reale dell'anno (segnata dalle inondazioni del Nilo) si aggiungevano cinque giorni alla fine del quarto mese, chiamati epagomenos. Il mito dell'origine di questi cinque giorni mette in contatto calendario e religione. Thot, che li vinse alla Luna giocando a dama, li regalò alla sua amante Nut, sposa di Ra, che era stata condannata a non poter procreare in nessun giorno dell'anno, come punizione per le sue infedeltà.
L'anno sacro era più corto di quasi sei ore rispetto a quello reale, che seguiva il regime delle inondazioni del Nilo, per cui si produceva un disaccordo crescente: le stagioni, come i giorni festivi, andavano regredendo a poco a poco (un mese ogni 120 anni) fino a percorrere tutti i mesi dell'anno. Anche se tale disaccordo nel calendario vigente nell'antico Egitto poteva essere corretto aggiungendo un giorno ogni quattro anni, i sacerdoti si ostinarono a mantenerlo fino al 26 a.C., quando dovettero cambiarlo per ordine di Roma.
A causa della scarsità di ritrovamenti archeologici a puro carattere astronomico non è facile nemmeno dare un volto preciso alle costellazioni egizie, paragonabili a quelle che conosciamo noi, ed anche le identificazioni possono dare adito a discussioni; resta comunque una uranografia molto semplice e legata ai moltissimi dei e riti religiosi praticati durante le loro festività.
Le pochissime informazioni che abbiamo sono quelle ricavabili dagli orologi stellari riprodotti sui sarcofagi delle mummie e dai soffitti dei templi (soprattutto quello di Hathor a Dendera).
I primi esemplari di orologi stellari risalgono al 2000 a.C. circa e vi sono raffigurate principalmente tre costellazioni: Orione (Osiride), l'Orsa Maggiore (la zampa del Toro) e il Drago (un ippopotamo con un coccodrillo sulla schiena) nonché la stella Sirio (raffigurata nelle vesti della dea Sothis). La costellazione di Orione veniva chiamata l'anima di Osiride. La rappresentazione classica greca vede nel cielo il combattimento del cacciatore Orione con il Toro mentre per gli antichi egizi questa scena cambia totalmente, Osiride infatti governava due regni: quello del cielo e quello dell'Oltretomba e nelle bende che avvolgevano le mummie indossa la bianca corona d'Egitto che è appunto la costellazione che noi chiamiamo Toro. 
Sotto la costellazione d'Orione abbiamo la costellazione del trono di Osiride o secondo altre tradizioni la Corona Rossa.
La più importante rappresentazione delle costellazioni egizie resta il soffitto del tempio di Hathor a Dendera con il suo zodiaco circolare che risale a pochi decenni a.C. (una possibile datazione fa risalire l'inizio dei lavori al 54 a.C. ed il suo termine al 21 a.C.) e mostra chiaramente l'influenza della cultura assiro-babilonese attraverso i greci; infatti in esso sono disposte le 12 costellazioni zodiacali, che hanno molto probabilmente una nascita sulle rive del Tigri e dell'Eufrate, circondate dalle costellazioni egizie e risulta essere la mappa più completa di tutto il cielo antico.
Fin dalle primissime dinastie erano conosciuti, come in tutte le altre tradizioni antiche grazie al movimento rispetto alle stelle fisse, cinque pianeti che venivano indicati in un ordine differente: Giove, Saturno, Marte, Mercurio e Venere.
- Giove era una delle rappresentazioni di Horus, rappresentato come una divinità con la testa di falcone in piedi su una barca e con una stella sulla testa e veniva chiamato "stella risplendente" o "servitore del sud".
- Saturno era ancora una volta un aspetto di Horus e veniva chiamato la "stella orientale che attraversa il cielo" o "Horus il toro"; un'altra rappresentazione era quella del Dio Ptah.
- Marte era Horus "il Rosso" o "Horus all'orizzonte".
- Mercurio era Seth nel crepuscolo serale ed un altro dio non ben identificato nel cielo mattutino e veniva chiamato "il servitore del nord".
- Venere è fonte di diverse interpretazioni: Uati come stella serale e Tiu-Nutiri come stella che preannuncia il mattino ma anche Hathor e Bastet rispettivamente dea dell'amore spirituale e dell'amore fisico.

## Astrologia

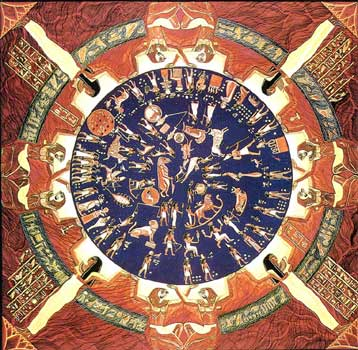
Lo zodiaco di Dendera

Gli egizi dividevano quindi l'anno in 360 giorni, con dodici mesi di trenta giorni, ciascuno diviso in tre decani, ovvero tre decadi, e trenta paranatellonta, cioè figure per ogni singolo giorno. Ciascun mese era legato a una costellazione e un segno zodiacale, ma erano soprattutto i trentasei decani a presiedere al destino di ogni cosa, trasportando i pianeti nel cielo e vegliando il mondo sublunare tramite alcuni loro inviati, i demoni. Ciascun decano era raffigurato in maniera grottesca e mostruosa, per metà uomo e per metà animale fantastico.
I decani esistevano forse già dal III millennio a.C., sicuramente dal II. Con l'ellenismo lo zodiaco egizio arrivò nel mondo greco, grazie alla trasposizione di Teucro Babilonese (I secolo a.C.), poi ripreso in epoca imperiale nell'Astronomica di Manilio e nel Medioevo da Pietro d'Abano (Astolabium planum), mediando da testi arabi, come Albumasar (IX secolo). I decani sono raffigurati nello Zodiaco del Tempio di Dendera e nel cosiddetto planisfero Bianchini, un disco scolpito a bassorilievo dell'III secolo rinvenuto sull'Aventino a Roma, sul quale si trovano tracciati i principali simboli astrali dell'antichità. Nello zodiaco di Dendera in particolare i segni hanno un aspetto preellenico, col Drago che è un ippopotamo, il Gran Carro come una coscia di bue, il Cane Maggiore come una vacca con Sirio tra le corna.
I 360 paranatellonta (dal greco paranatellon, "mi levo", "sorgo presso") corrispondevano ad altrettante costellazioni extrazodiacali, una per ogni grado dell'orbita solare. Essi sorgono a nord e tramontano a sud lungo un'ellissi che accompagna la levata eliaca di ciascun segno zodiacale. I paranatellonta determinavano il destino degli uomini, la qualità della loro vita e della loro morte. Il valore di riferimento per l'individuo dipendeva dall'aspetto che essi assumevano il giorno della sua nascita, a seconda se sorgevano o tramontavano all'orizzonte. Nacquero forse in età babilonese e vennero introdotti in Occidente nella tarda antichità; espulsi dal cielo da Tolomeo, dopo quasi un millennio di oblio vennero reintrodotti da Pietro d'Abano nell'Astrolabium planum, diventando un'importante fonte di immagini pittoriche dal Rinascimento in poi.